# 和歌木山栄一
和歌木山 栄一（わかきやま えいいち、1915年1月17日 - 没年不明）は、昭和時代の大相撲力士。春日野部屋所属。本名は島 栄一（しま えいいち）。和歌山県和歌山市出身。最高位は東十両3枚目。得意技は突っ張り、右四つ。

## 経歴
春日野部屋に入門し、1937年1月場所に本名の「島」で初土俵を踏む。翌年1月場所に序二段に昇進した際に「和歌昇」と四股名を改める。入門から3年後の1940年1月場所に十両に昇進するが、病気のため全休、1場所で幕下に陥落した。幕下に落ちて四股名を「和歌木山」と改める。1942年5月場所に十両に復帰するが、この場所も6勝9敗と負け越し、再び幕下に陥落した。1943年5月場所に三度目の十両昇進を果たし、9勝6敗と十両で初めて勝ち越した。その後は十両の地位にあったが、1944年5月場所後に応召される。応召後は再び土俵に上がることなく1945年11月場所限りで廃業した。

## 主な成績
- 通算成績：77勝46敗33休  勝率.626
- 十両成績：27勝28敗25休  勝率.491
- 現役在位：19場所
- 十両在位：8場所
- 各段優勝
  - 序二段優勝：1回（1938年1月場所）

### 場所別成績
| 1937年 （昭和12年） | （前相撲）               | 西序ノ口6枚目 6–1      | x                       |
| 1938年 （昭和13年） | 西序二段4枚目 優勝 6–1   | 東三段目16枚目 3–4     | x                       |
| 1939年 （昭和14年） | 東三段目16枚目 6–1       | 東幕下21枚目 6–2       | x                       |
| 1940年 （昭和15年） | 東十両14枚目 休場 0–0–15 | 西幕下8枚目 休場 0–0–8 | x                       |
| 1941年 （昭和16年） | 西幕下39枚目 5–3         | 東幕下24枚目 5–3       | x                       |
| 1942年 （昭和17年） | 西幕下14枚目 7–1         | 東十両14枚目 6–9       | x                       |
| 1943年 （昭和18年） | 東幕下2枚目 6–2          | 東十両8枚目 9–6        | x                       |
| 1944年 （昭和19年） | 西十両3枚目 8–7          | 東十両3枚目 4–6        | 西十両5枚目 休場 0–0–10 |
| 1945年 （昭和20年） | x                        | 西十両 –               | 西十両 引退 0–0–0       |
| 各欄の数字は、「勝ち-負け-休場」を示す。 優勝 引退 休場 十両 幕下 三賞：敢=敢闘賞、殊=殊勲賞、技=技能賞 その他：★=金星 番付階級：幕内 - 十両 - 幕下 - 三段目 - 序二段 - 序ノ口 幕内序列：横綱 - 大関 - 関脇 - 小結 - 前頭（「#数字」は各位内の序列） |                          |                        |                         |

## 改名歴
- 島 栄一（しま えいいち）1937年1月場所 - 1937年5月場所
- 和歌昇 栄一（わかのぼり えいいち）1938年1月場所 - 1940年1月場所
- 和歌木山 栄一（わかきやま えいいち）1940年5月場所 - 1945年11月場所